# Schmetterlings-Knabenkraut
Das Schmetterlings-Knabenkraut (Anacamptis papilionacea (L.) R.M.Bateman, Pridgeon & M.W.Chase, Syn.: Orchis papilionacea L.) ist eine Pflanzenart aus der Gattung Hundswurzen (Anacamptis) innerhalb der Familie der Orchideen (Orchidaceae).

## Beschreibung

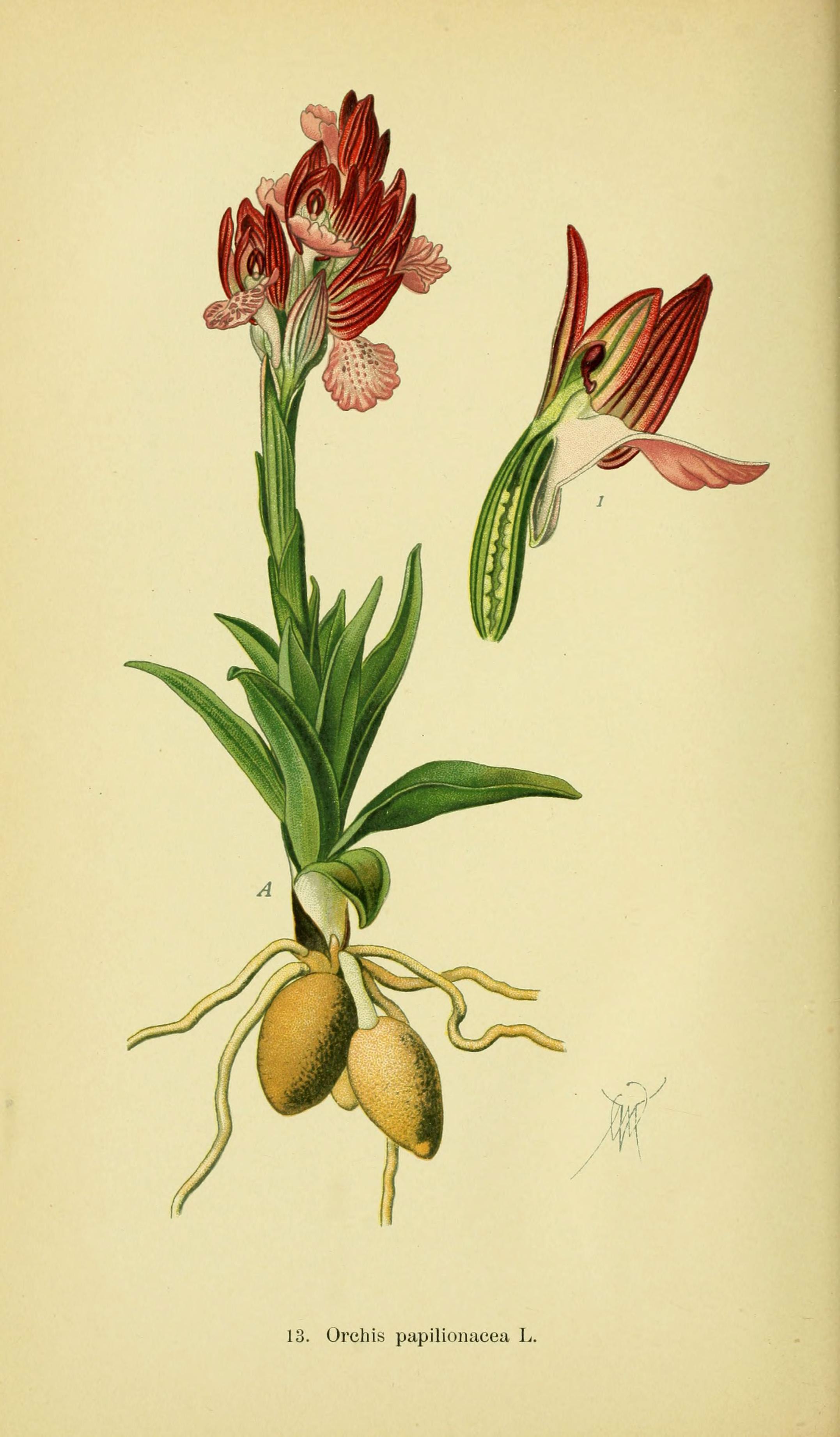
Illustration aus Abbildungen der in Deutschland und den angrenzenden Gebieten vorkommenden Grundformen der Orchideenarten, Tafel 13

### Vegetative Merkmale
Das Schmetterlings-Knabenkraut ist eine kahle, ausdauernde krautige Pflanze. Sie bildet zwei unterirdische eiförmige Knollen als Überdauerungsorgan aus. Der unverzweigte Stängel erreicht Wuchshöhen von 15 bis 40 Zentimetern. Es ist eine grundständige Rosette mit drei bis acht Laubblättern vorhanden. Die Blattspreite ist bei einer Länge von bis zu 18 Zentimetern sowie einer Breite von etwa 1,5 Zentimetern schmal-lanzettlich.

### Generative Merkmale
Die Blütezeit reicht von Februar bis Mai. Der dichte bis aufgelockerte Blütenstand enthält bis zu 14 Blüten. Die zwittrigen Blüten sind zygomorph und dreizählig. Die Kelchblätter sind lanzettlich, längsadrig und schräg nach vorn gerichtet. Die Lippe ist ungeteilt, breit herzförmig oder schmaler und keilförmig und rotviolett über rosa bis weißlich gefärbt. Ihr Rand ist gekerbt und flach oder auch aufgebogen. Die Größe der Lippe ist mit einer Länge von 9 bis 26 Millimeter und einer ungefähr ebenso großen Breite sehr variabel. Ihre Fläche ist oft in Form eines Fächers dunkel markiert, besonders im zentralen Mittelmeerraum kann sie aber auch einfarbig sein. Der Sporn ist abwärts gebogen und 8 bis 14 Millimeter lang.
Die Chromosomenzahl beträgt 2n = 32.

## Vorkommen
Das Schmetterlings-Knabenkraut kommt vom Mittelmeerraum bis in die Walachei und Kaukasien vor. Das Schmetterlings-Knabenkraut wächst in Wäldern, Garrigues und Magerrasen.

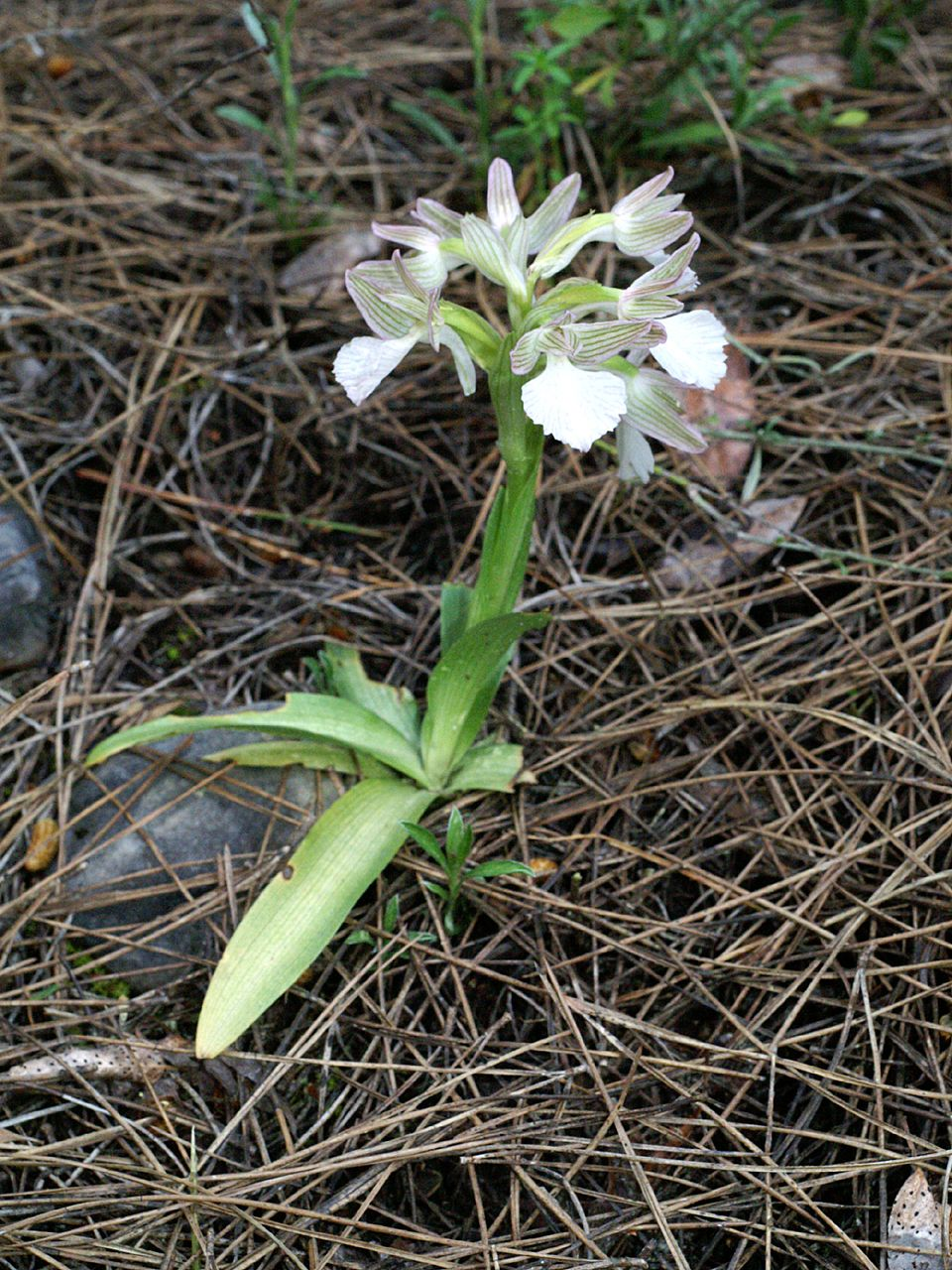
Weißblühende Form, sogenannte „Anacamptis papilionacea var. alba“ von Rhodos

## Systematik
Die Erstveröffentlichung erfolgte 1759 unter dem Namen (Basionym) Orchis papilionacea durch Carl von Linné. Die Neukombination zu Anacamptis papilionacea (L.) R.M.Bateman, Pridgeon & M.W.Chase erfolgte 1997 durch Bateman et al. Dies wurde in der Revision von H. Kretzschmar, W. Eccarius und Helga Dietrich in: Die Orchideengattungen Anacamptis, Orchis, Neotinea. EchinoMedia-Verlag, Bürgel, 2007 bestätigt.
Weitere Synonyme für Anacamptis papilionacea (L.) R.M.Bateman, Pridgeon & M.W.Chase sind: Vermeulenia papilionacea (L.) Á.Löve & D.Löve, Herorchis papilionacea (L.) D.Tyteca & E.Klein, Orchis papilionacea subsp. bruhnsiana (Gruner) Soó, Orchis rubra Jacq., Orchis papilionacea var. rubra (Jacq.) Brot., Orchis papilionacea subsp. rubra (Jacq.) Malag., Orchis expansa Ten., Orchis papilionacea var. expansa (Ten.) Lindl., Orchis decipiens Bianca, Orchis papilionacea var. grandiflora Boiss., Orchis papilionacea var. decipiens (Bianca) Rchb. f., Orchis moriopapilionacea Timb.-Lagr., Orchis papilionacea var. parviflora Willk.,
Orchis papilionacea var. bruhnsiana Gruner, Orchis caspia Trautv., Orchis papilionacea var. major E.G.Camus, Orchis schirwanica Woronow, Orchis papilionacea subsp. schirwanica (Woronow) Soó, Orchis candida A.Terracc., Orchis papilionacea var. vexillifera Terraciano, Orchis papilionacea var. minimus E.G.Camus, Orchis papilionacea var. rosea Alleiz., Orchis papilionacea subsp. expansa (Ten.) Guadagno, Orchis bruhnsiana (Gruner) Mojorov ex Grossh., Orchis papilionacea var. messenica Renz, Orchis papilionacea subsp. grandiflora (Boiss.) Malag., Vermeulenia caspia (Trautv.) Á.Löve & D.Löve, Orchis papilionacea subsp. alibertis G.Kretzschmar & H.Kretzschmar, Orchis papilionacea var. alibertis (G.Kretzschmar & H.Kretzschmar) P.Delforge, Orchis papilionacea subsp. balcanica H.Baumann & R.Lorenz, Orchis papilionacea subsp. messenica (Renz) Kreutz, Orchis papilionacea var. morgetiana H.Baumann & R.Lorenz, Orchis papilionacea subsp. palaestina B.Baumann & R.Lorenz, Anacamptis papilionacea subsp. expansa (Ten.) Amard. & Dusak, Anacamptis papilionacea subsp. alibertis (G.Kretzschmar & H.Kretzschmar) H.Kretzschmar, Eccarius & H.Dietr., Anacamptis papilionacea var. balcanica (H.Baumann & R.Lorenz) Kreutz, Anacamptis papilionacea subsp. grandiflora (Boiss.) Kreutz, Anacamptis papilionacea subsp. messenica (Renz) H.Kretzschmar, Eccarius & H.Dietr., Anacamptis papilionacea subsp. palaestina (B.Baumann & R.Lorenz) H.Kretzschmar, Anacamptis papilionacea subsp. schirwanica (Woronow) H.Kretzschmar, Anacamptis papilionacea var. nivea F.M.Vázquez, Anacamptis papilionacea var. parviflora (Willk.) F.M.Vázquez, Anacamptis papilionacea subsp. thaliae Kreutz, J.Essink & L.Essink, Anacamptis papilionacea subsp. rubra (Jacq.) Pérez-Chisc. & J.P.Prieto, Anacamptis papilionacea subsp. aegaea (P.Delforge) L.Lewis & Kreutz.
Man kann nach Kretzschmar et al. (2007) sechs Unterarten unterscheiden, die aber von WCSP nicht bestätigt werden:
- Anacamptis papilionacea subsp. papilionacea
- Anacamptis papilionacea subsp. alibertis (G.Kretzschmar & H.Kretzschmar) H.Kretzschmar, Eccarius & H.Dietr.
- Anacamptis papilionacea subsp. expansa (Ten.) Amard. & Dusak
- Anacamptis papilionacea subsp. messenica (Renz) H.Kretzschmar, Eccarius & H.Dietr.
- Anacamptis papilionacea subsp. palaestina (B.Baumann & R.Lorenz) H.Kretzschmar, Eccarius & H.Dietr.
- Anacamptis papilionacea subsp. schirwanica (Woronow) H.Kretzschmar, Eccarius & H.Dietr.